# Polednice (Kytice)

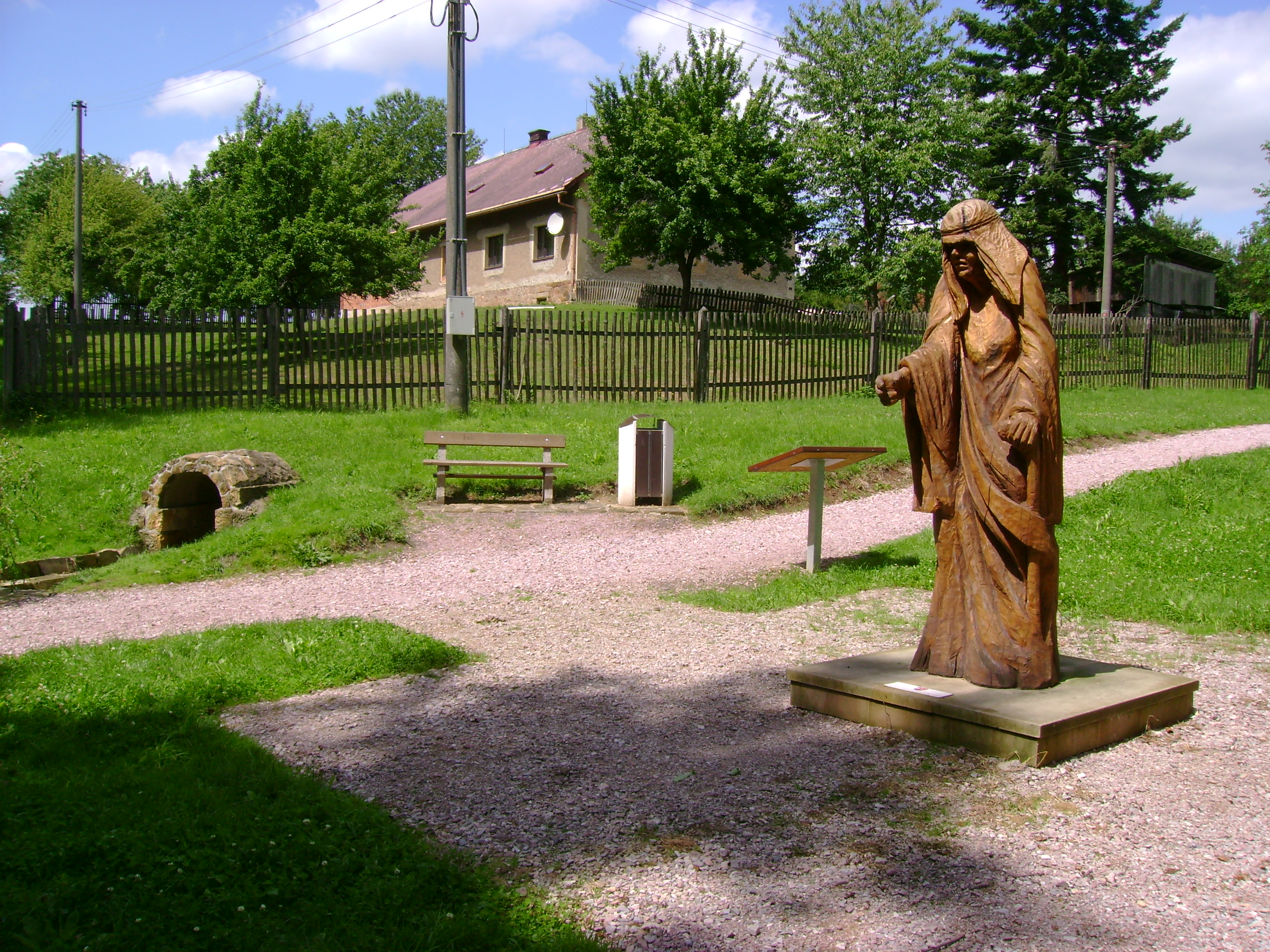
Polední socha v Erbenově vlasti

Polednice je čtvrtá balada ve sbírce Kytice Karla Jaromíra Erbena. Báseň je tematicky blízká Erbenově Vodníkovi, v obou zasahují nadpřirozené bytosti.

## Obsah
Matka stojí u kamen a vaří pro svého muže oběd. Jejich dítko zlobí a matka mu hrozí, že na něj zavolá polednici. Dítě nedbá jejího varování a zlobí dál (zahazuje hračky). Matka to už nevydrží a polednici skutečně zavolá. Ta přijde do chalupy a chce si zlobivé dítko vzít, jeho matka se však o něj bojí a přivine jej pevně k sobě. Po chvíli, když polednice nechce odejít, matka upadne do mdlob. Později přichází otec z práce domů. Když vidí, co se stalo, matku s obtížemi vzkřísí. Dítě ale matka vlastním objetím udusila.

## Realita
Báseň dosti věrně popisuje případ otravy oxidem (kysličníkem) uhelnatým, povstalým nedokonalým spalováním při přípravě jídla na kuchyňském ohništi. Dobře vystižen je stupňující se neklid dítěte i rozčilení matky, později pak i halucinace spojené s postupující otravou.

## Popis básně
K. J. Erben v básni zobrazuje Polednici jako divou ženu působící zhoubně na člověka. Matka je zde potrestána za prohřešek proti povinnosti mateřské lásky tentokrát čitelněji než v Pokladu, protože v hněvu přivolává běsa k potrestání vlastního dítěte. Celý děj se odehrává v několika chvílích kolem poledne.
V básni se nacházejí výkřiky, citoslovce, neúplné věty, zvláště ve vyjádření matčiny zloby (cikáně, i bodejž tě sršeň sám). Polednice je zde vykreslena pomocí hlásky „í“, např. (plíží se jako stín – blíž se plíží, blíž – a již je vzápětí). Vyvrcholení napětí je v posledním slově – „zalknuté“.
U lavice dítě stálo, 

z plna hrdla křičelo. 

„Bodejž jsi jen trochu málo, 

ty cikáně, mlčelo! 

Poledne v tom okamžení, 

táta přijde z roboty: 

a mně hasne u vaření 

pro tebe, ty zlobo, ty! 

Mlč! Hle husar a kočárek – 

hrej si! – tu máš kohouta!“ – 

Než kohout, vůz i husárek 

bouch, bác! letí do kouta. 

A zas do hrozného křiku – 

„I bodejž tě sršeň sám – ! 

Že na tebe, nezvedníku, 

Polednici zavolám! 

Pojď si proň, ty Polednice, 

pojď, vem si ho, zlostníka!“ – 

A hle, tu kdos u světnice 

dvéře zlehka odmyká. 

Malá, hnědá, tváři divé 

pod plachetkou osoba; 

o berličce, hnáty křivé, 

hlas – vichřice podoba! 

„Dej sem dítě!“ – „Kriste Pane, 

odpusť hříchy hříšnici!“ 

Divže smrt ji neovane, 

Ejhle tuť – Polednici! 

Ke stolu se plíži tiše 

Polednice jako stín: 

matka hrůzou sotva dýše, 

dítě chopíc na svůj klín. 

A vinouc je, zpět pohlíží – 

běda, běda dítěti! 

Polednice blíž se plíží, 

blíž – a již je v zápětí. 

Již vztahuje po něm ruku – 

matka tisknouc ramena: 

„Pro Kristovu drahou muku!“ 

klesá smyslů zbavená. 

Tu slyš: jedna – druhá – třetí – 

poledne zvon udeří; 

klika cvakla, dvéře letí – 

táta vchází do dvéří. 

Ve mdlobách tu matka leží, 

k ňadrám dítě přimknuté: 

matku vzkřísil ještě stěží, 

avšak dítě – zalknuté. 

## Anglický překlad
V prosinci 2013 byl publikován anglický překlad básně na Britských listech. Pochází od odbornice na českou literaturu v londýnské British Library, Susan Reynolds, která přeložila nejen Polednici, ale i celou Kytici. Jedná se o první ucelený anglický překlad a jeho úroveň byla chválena některými médii jako velice kvalitní.

## Autorovo poznamenání
Jako půlnoc, tak i pravé poledne má, dle podání lidu, své zlé bytosti, ježto zvláště od jedenácté hodiny do dvanácté svou záhubnou moc provozují. Tyto druhé slovou polednice neb poludnice, aneb jen vůbec divé ženy. Proto se také neradí v pravé poledne choditi po lesích, neb že by divá žena na člověka poslala blud.